# Cheick Oumar Diarra
Pour les articles homonymes, voir Diarra.
Cheick Oumar Diarra est un malien, etudiant élève né le 30 janvier 1944 à segou (Mali) et mort le 22 octobre 2005.

## Biographie

### Carrière militaire
Sorti major de la 3e promotion de l'École militaire interarmes en 1969, il poursuit sa formation militaire à l'École de formation d'aviation de Kiev (Union soviétique) puis à l'école d'état-major et à l'école de guerre de Paris. Rentré au Mali, il exerce différentes fonctions militaires. En 1991, il est nommé ministre des transports et des travaux publics dans le gouvernement de transition après le renversement du régime autoritaire de Moussa Traoré.

### Carrière diplomatique
En 2000, il est nommé ambassadeur itinérant du Mali auprès de la Communauté économique des États de l'Afrique de l'Ouest (CEDEAO). Il occupe les fonctions de secrétaire exécutif chargé des Affaires politiques, de la Défense et de la Sécurité au sein de cette organisation. C’est dans l’exercice de ces fonctions qu’il trouve la mort le 23 octobre 2005 lors d’un accident d’avion de la compagnie Bellview Airlines au Nigeria.
Il a été enterré le 30 octobre à Bamako au cours d’une cérémonie d’obsèques nationales présidée par le chef de l’État Amadou Toumani Touré qui a élevé à titre posthume à la dignité du Grand officier de l'ordre national du Mali.